# St. Michael (Brachstedt)

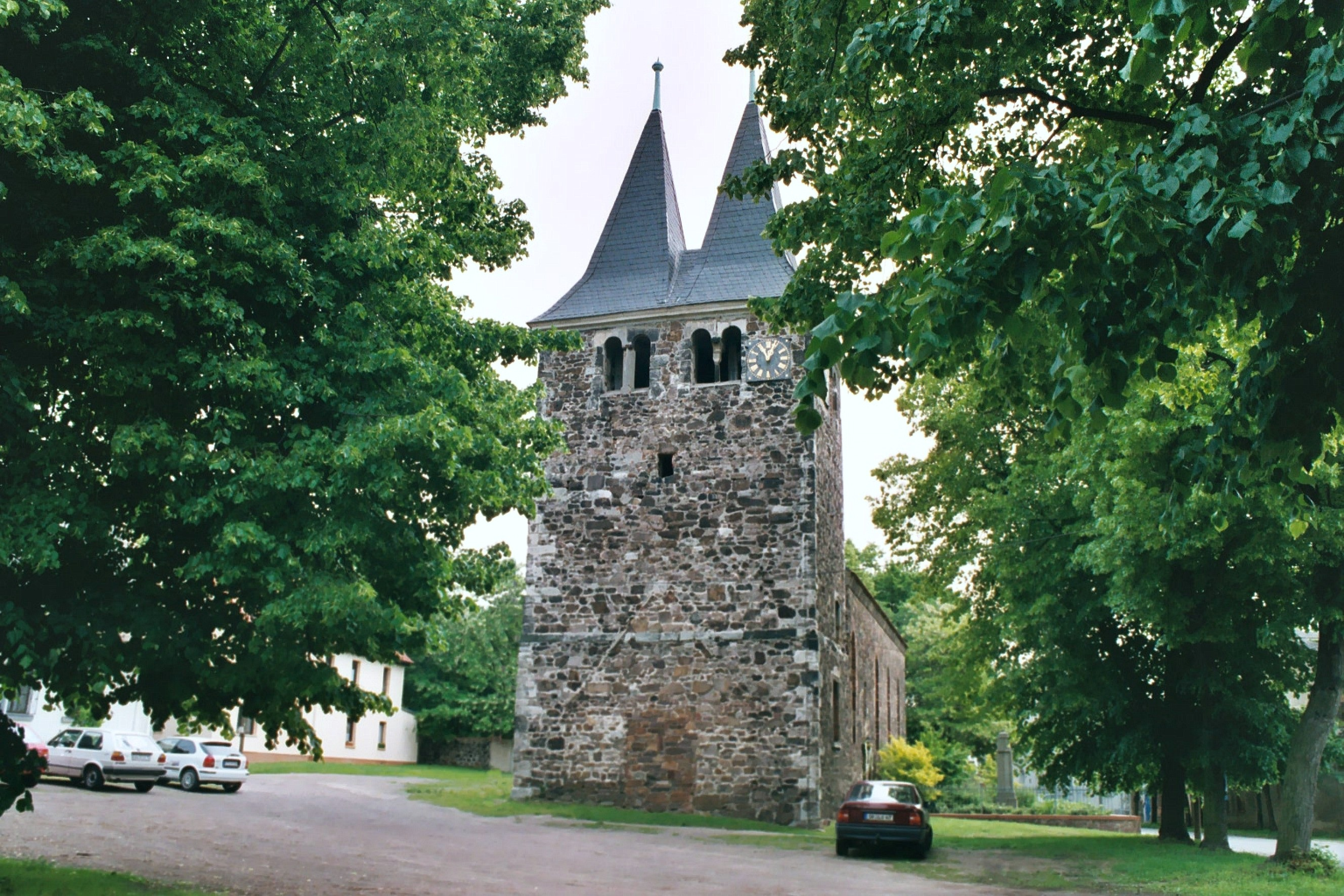
St. Michael in Brachstedt

St. Michael ist eine denkmalgeschützte evangelische Kirche im Ortsteil Brachstedt der Gemeinde Petersberg in Sachsen-Anhalt. Im örtlichen Denkmalverzeichnis ist sie unter der Erfassungsnummer 094 55042 als Baudenkmal verzeichnet. Sie gehört zum Pfarramt Hohenthurm  im Kirchenkreis Halle-Saalkreis der Evangelischen Kirche in Mitteldeutschland.

## Kirche
Die dem heiligen Michael geweihte Kirche, ein rechteckiger Bruchsteinbau, stammt im Kern aus Anfang des 13. Jahrhunderts, worauf der romanische Westquerturm hinweist. Die Schallarkaden weisen spätromanische Säulchen mit skulptierten Kapitellen auf. Der Turm wurde vermutlich im 17. Jahrhundert mit zwei Pyramidenhelmen versehen. Das Kirchenschiff ist im 15. Jahrhundert verlängert und erhöht sowie mit spitzbogigen Fenstern versehen worden, im 18. und 19. Jahrhundert wurde das Kirchenschiff weiter verändert. 
Das Kircheninnere ist mit einer hölzernen flachen Muldendecke und einer zweiseitigen Empore aus dem 18. Jahrhundert ausgestattet.
Die sich hinter dem Altar an der Ostwand befindliche Sakramentsnische mit einer aufwendig skulptierten Fialenrahmung stammt aus der zweiten Hälfte des 15. Jahrhunderts.
Bedeutsam ist auch der qualitätvolle Flügelaltar aus dem Anfang des 16. Jahrhunderts, eine Leihgabe aus Schlaitz. Im Mittelschrein sind Maria mit dem Jesuskind zwischen den Hll. Maria Magdalena und Petrus als Schnitzfiguren dargestellt; auf den gemalten Flügeln innen die Hll. Barbara und Katharina, außen die Verkündigung. Auf der Predella sieht man Christus als Schmerzensmann und Maria als Fürbitterin, beide als gemalte Halbfiguren.
Das Kruzifix über dem Schrein stammt aus dem 18. Jahrhundert, wie auch die polygonale Kanzel. Der Schalldeckel mit Akanthusbügelkrone ist dagegen eine Arbeit aus dem 17. Jahrhundert. 
Südlich der Kirche befindet sich das der Gefallenen des Ersten Weltkriegs gedenkende Kriegerdenkmal Brachstedt.

## Orgel
Die Orgel aus dem Jahr 1898 wurde von der Orgelbau-Anstalt Wilhelm Rühlmann aus Zörbig eingebaut.
Die zwölf Register stehen auf pneumatischen Tonkanzellenladen mit Scheibenventilen, und die Register-Einschaltung erfolgt über pneumatische Taschenladen. Die Disposition:
| I Manual  |     |
| Bordun    | 16′ |
| Hohlflöte | 8′  |
| Principal | 8′  |
| Oktave    | 4′  |
| Oktav     | 2′  |
| Mixtur IV | ′   |

| II Manual        |      |
| Lieblich Gedackt | 8′   |
| Quintatön        | 8′   |
| Principal        | 4′   |
| Nassat           | 2/3′ |
| Gemshorn         | 2′   |

| Pedal        |     |
| Subbaß       | 16′ |
| Principalbaß | 8′  |

- Koppeln: II/I, I/P, II/P, Oktavkoppel 4′
- Spielhilfen: Volles Werk, Kalkant (unbenutzt)